# Болівар (Теннессі)
Болівар (англ. Bolivar) — місто (англ. city) в США, в окрузі Гардеман штату Теннессі. Населення — 5205 осіб (2020).

## Географія
Болівар розташований за координатами 35°15′58″ пн. ш. 89°0′54″ зх. д. / 35.26611° пн. ш. 89.01500° зх. д. (35.266014, -89.014924).  За даними Бюро перепису населення США в 2010 році місто мало площу 21,80 км², з яких 21,78 км² — суходіл та 0,02 км² — водойми.

### Клімат
| Клімат : Болівар      | Клімат : Болівар | Клімат : Болівар | Клімат : Болівар | Клімат : Болівар | Клімат : Болівар | Клімат : Болівар | Клімат : Болівар | Клімат : Болівар | Клімат : Болівар | Клімат : Болівар | Клімат : Болівар | Клімат : Болівар | Клімат : Болівар |
| Показник              | Січ.             | Лют.             | Бер.             | Квіт.            | Трав.            | Черв.            | Лип.             | Серп.            | Вер.             | Жовт.            | Лист.            | Груд.            | Рік              |
| Середній максимум, °C | 9,4              | 11,7             | 16,7             | 22,2             | 26,7             | 31,1             | 32,2             | 32,2             | 28,9             | 23,3             | 16,1             | 10,6             | 21,7             |
| Середній мінімум, °C  | −1,7             | −0,6             | 4,4              | 8,9              | 13,9             | 18,3             | 20,0             | 19,4             | 15,6             | 8,3              | 3,3              | −0,6             | 8,9              |
| Норма опадів, мм      | 122              | 114              | 135              | 124              | 119              | 94               | 102              | 86               | 89               | 81               | 114              | 132              | 1318             |
| --------------------- | ---------------- | ---------------- | ---------------- | ---------------- | ---------------- | ---------------- | ---------------- | ---------------- | ---------------- | ---------------- | ---------------- | ---------------- | ---------------- |
| Джерело: Weatherbase  |                  |                  |                  |                  |                  |                  |                  |                  |                  |                  |                  |                  |                  |

## Демографія
Згідно з переписом 2010 року, у місті мешкало 5417 осіб у 2071 домогосподарстві у складі 1343 родин. Густота населення становила 249 осіб/км².  Було 2333 помешкання (107/км²).
Расовий склад населення:
| - 61,6 % — чорних або афроамериканців - 35,7 % — білих - 1,0 % — азіатів - 0,2 % — корінних американців |

До двох чи більше рас належало 1,1 %. Частка іспаномовних становила 1,3 % від усіх жителів.
За віковим діапазоном населення розподілялося таким чином: 24,3 % — особи молодші 18 років, 58,7 % — особи у віці 18—64 років, 17,0 % — особи у віці 65 років та старші. Медіана віку мешканця становила 40,0 року. На 100 осіб жіночої статі у місті припадало 83,0 чоловіків;  на 100 жінок у віці від 18 років та старших — 75,7 чоловіків також старших 18 років.
Середній дохід на одне домашнє господарство  становив 45 352 долари США (медіана — 31 272), а середній дохід на одну сім'ю — 56 439 доларів (медіана — 42 000). Медіана доходів становила 43 317 доларів для чоловіків та 27 037 доларів для жінок. За межею бідності перебувало 35,0 % осіб, у тому числі 54,0 % дітей у віці до 18 років та 6,4 % осіб у віці 65 років та старших.
Цивільне працевлаштоване населення становило 1540 осіб. Основні галузі зайнятості: освіта, охорона здоров'я та соціальна допомога — 41,2 %, виробництво — 15,6 %, роздрібна торгівля — 12,1 %.